# مهارة
المهارة هي التمكن من إنجاز مهمة بكيفية محددة وبدقة متناهية، وسرعة في التنفيذ. والمهارة درجة إجادة وليست نشاطا مستقلا.

## أنواع المهارات الأساسية

### مهارات أكاديمية
- القراءة
- التفكير المنطقي
- المنطق
- الحساب أو إجراء العمليات الحسابية.
- الإلقاء مثل الإلقاء الشعري والنثري والخطابي.

### مهارات الاتصال الشخصي
- الكلام والعلاقات الشخصية
- الإتصال غير الشفوي
- القراءة والكتابة

### المهارات الحركية
- من المهارات الحركية مثلا المشي، والرسم، والحرف المختلفة وممارسة الرياضة.

### مهارات العمالة المدربة
- مهارة يدوية كالبناء والنجارة والحدادة وغيرها.
- مهارة عقلية: وأهميتها في توجيه المهارة اليدوية إلى الأفضل وهي:

1. مهارة ابداعية.
2. مهارة تنظيمية.
3. مهارة وصفية.

### مهارات متنوعة
- التفكير والذكاء
- العمليات الخاصة بالخبرة والمعرفة والذاكرة والطلاقة
- معتقدات طائفة محددة